# Djeyhoun Mammadov (homme politique)
Djeyhoun Mammadov (né le 28 janvier 1975 à Jabrayil) est un homme politique azerbaïdjanais, membre de VIe législature de l'Assemblée nationale d'Azerbaïdjan.

## Biographie
Djeyhoun Mammadov est né le 28 janvier 1975 à Jabrayil. Il est diplômé de la faculté des sciences humaines de l'Université Khazar. Il parle arabe et russe.

### Carrière
Il est membre de la Commission des associations publiques et des institutions religieuses et de la Commission de la science et de l'éducation de l'Assemblée nationale. Il est chef du groupe de travail sur les relations interparlementaires entre l'Azerbaïdjan et l'Égypte et membre des groupes de travail sur les relations avec les parlements des Émirats arabes unis, de la Jordanie, du Koweït, du Qatar, du Maroc, de l'Ouzbékistan, du Pakistan, de la Russie, de l'Arabie saoudite et de la Turquie.
Il est chef adjoint de la délégation azerbaïdjanaise auprès de l'Union parlementaire de l'Organisation de la coopération islamique.

### Famille
Djeyhoun Mammadov est marié et a un enfant.